# Avenue du Coq
L'avenue du Coq est une voie du 9e arrondissement de Paris, en France.

## Situation et accès
L'avenue du Coq est une voie privée située dans le 9e arrondissement de Paris. Elle débute au 87, rue Saint-Lazare et se termine en impasse.

## Origine du nom
À cet endroit se trouvait le château du Coq, ancien château des Porcherons, qui était la maison de campagne de Hugues Le Coq, prévôt des marchands de Paris de 1420 à 1429.

## Historique
À l'emplacement des numéros actuels 77 à 93, rue Saint-Lazare, se trouvait l'ancien château des Porcherons, édifié en 1310 par les descendants d'André Porcheron, qui possédait en 1290 une maison au centre d'un hameau qui devait s'agrandir pour s'appeler un jour les « Porcherons ». 
En 1386, le domaine devint la propriété de Jean Cocq II, seigneur d'Egrenay. Il demeura dans la famille de magistrats Le Cocq, prenant alors le nom de « château du Coq ». 
En 1738, le duc Louis de Brancas, maréchal de France, en devint propriétaire et le transforma en la folie Brancas, où il logea Mlle Pouponne, figurante à l'Opéra. La folie fut détruite en 1854 et il ne reste plus qu'une impasse, pompeusement baptisée « avenue du Coq », pour rappeler le souvenir du château.

## Bâtiments remarquables et lieux de mémoire
- Fontaine du Coq

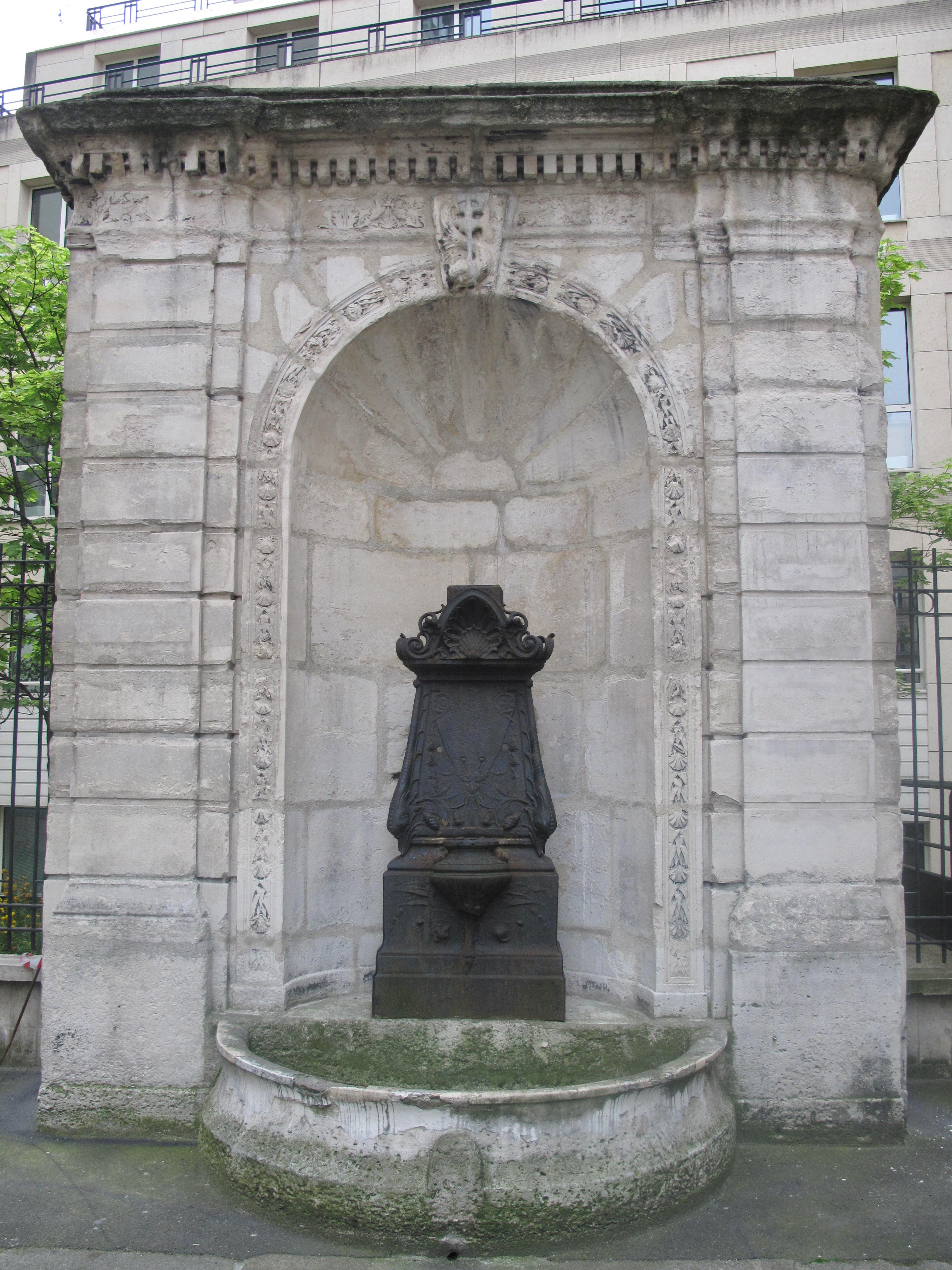
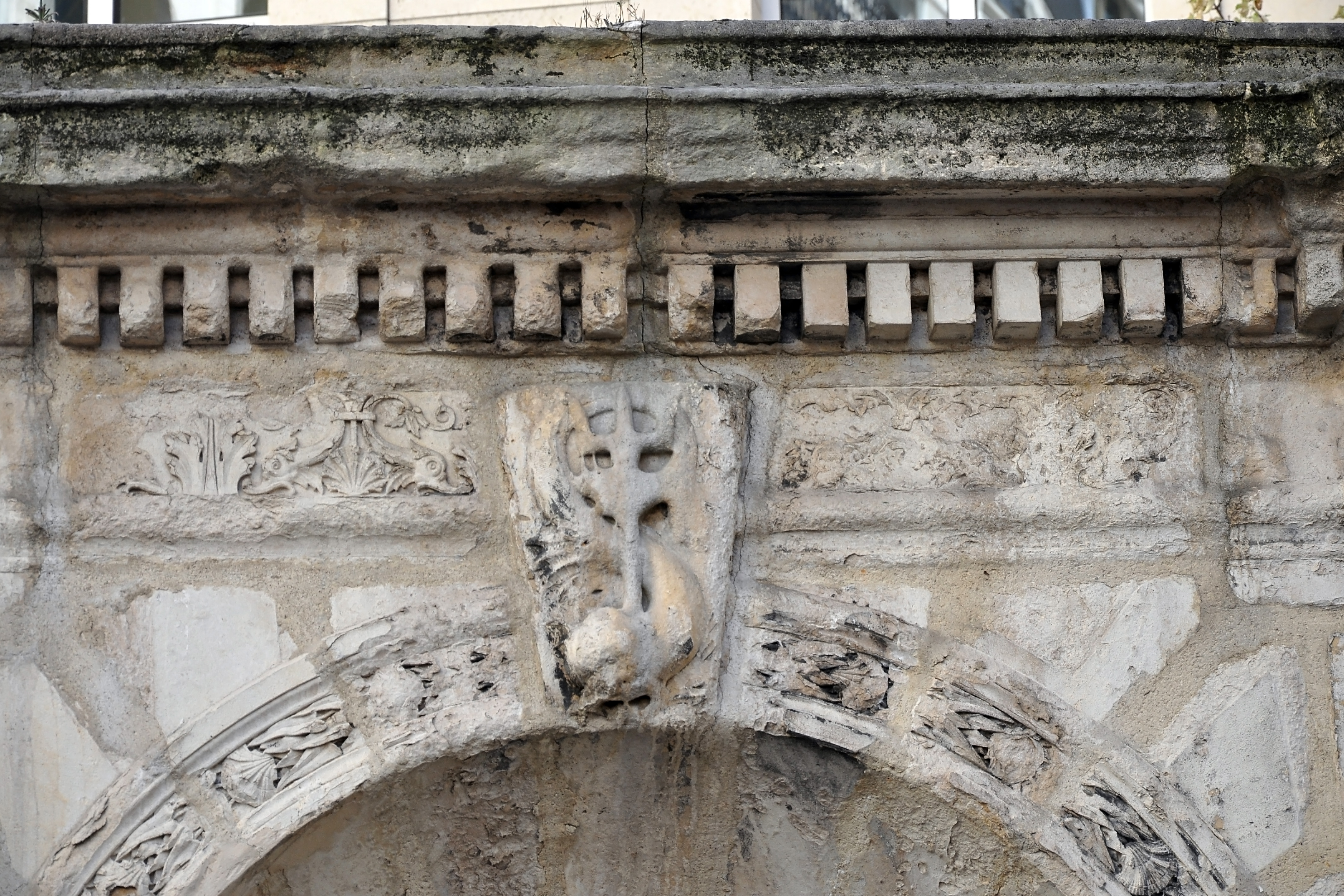
Détail.